# Kristian Hovde
Kristian Hovde   (Vikersund, 6 de desembre de 1903 - Vikersund, 19 d'agost de 1969) fou un esquiador de fons noruec que va competir durant la dècada de 1930.
El 1932 va prendre part en els Jocs Olímpics d'Hivern de Lake Placid, on fou tretzè en la cursa dels 18 quilòmetres del programa d'esquí de fons. En el seu palmarès destaca una medalla de plata al Campionat del Món d'esquí nòrdic de 1931.